# Arrondissement Parthenay
Parthenay is een arrondissement van het Franse departement Deux-Sèvres in de regio Nouvelle-Aquitaine. De onderprefectuur is Parthenay.

## Kantons
Het arrondissement was tot 2014 samengesteld uit de volgende kantons:
- Kanton Airvault
- Kanton Mazières-en-Gâtine
- Kanton Ménigoute
- Kanton Moncoutant
- Kanton Parthenay
- Kanton Saint-Loup-Lamairé
- Kanton Secondigny
- Kanton Thénezay

Na de herindeling van de kantons bij decreet van 18 februari 2014 met uitwerking op 22 maart 2015 omvat het arrondissement volgende kantons:
- Kanton Autize-Égray  ( deel: 20/26 )
- Kanton La Gâtine
- Kanton Parthenay
- Kanton Le Val de Thouet  ( deel: 11/28 )